# Будьково (городской округ Истра)
Будьково — деревня в составе сельского поселения Ядроминское Истринского района Московской области. Население — 2 чел. (2010), зарегистрировано 3 садовых товарищества и личное подсобное хозяйство Макариха со статусом населёного пункта.
Будьково расположено в 19 км к западу от райцентра Истра и в 10 км от железнодорожной станции Румянцево Рижского направления, на левом берегу реки Тростня, высота над уровнем моря 207 м. К деревне примыкают 2 садовых товарищества.

## История
В XVI—XVIII веках Будьково входило в состав Тростенского стана Звенигородского уезда, в 1782—1796 годах — в Воскресенский уезд и затем в Никольскую волость Рузского уезда Московской губернии. При советской власти, с 1922 года деревня в составе нового Воскресенского уезда, с 3 июня 1929 года в составе Воскресенского района Московской области.

## Население
| 2002 | 2006 | 2010 |
| ---- | ---- | ---- |
| 0    | →0   | ↗2   |